# 無貪
無貪，又譯不貪，佛教術語，指不貪婪，不貪著世間，是貪的反義字，被列入二善根或三善根中。為一種心所，說一切有部將其列入大善地法中。

## 概論
在梵文中，無貪（Alobha）的字根來自於貪（lobha），加上否定詞頭a-，成為反義字，也就是不貪。對於生與生存所需的物質都無有貪著，稱為不貪。無貪被定義為是一種善的行為與心態，能使人投生於善趣，成為天人。